# Henry Pelham
Henry Pelham (25 de setembro de 1694 – 6 de março de 1754) foi um político britânico whig, foi primeiro-ministro da Grã-Bretanha de 1743 até sua morte, em 1754.
Era o irmão mais novo de Thomas Pelham-Holles, 1º Duque de Newcastle-upon-Tyne, que também foi primeiro-ministro. Entrou para o Parlamento em 1717, por Seaford, East Sussex. Durante seu governo, a Grã-Bretanha acabou por envolver-se na Guerra de Sucessão Austríaca, apesar do estilo pacificador de Pelham. Reestruturou a Marinha Real Britânica (Royal Navy), e introduziu o uso do calendário gregoriano em todo o reino. Pelham foi Primeiro Lorde do Tesouro, Chanceler do Tesouro e líder da Casa dos Comuns.